# Periconia circinata
Periconia circinata är en svampart som först beskrevs av L. Mangin, och fick sitt nu gällande namn av Pier Andrea Saccardo 1906. Periconia circinata ingår i släktet Periconia, ordningen Pleosporales, klassen Dothideomycetes, divisionen sporsäcksvampar och riket svampar.   Inga underarter finns listade i Catalogue of Life.